# 南城街道 (菏泽市)
南城街道，是中华人民共和国山東省菏泽市牡丹区下辖的一个乡镇级行政单位。

## 行政区划
南城街道下辖以下地区：
双井社区、中山社区、新兴社区、曹州社区、中意社区、双阳社区、中岳社区、中和社区、马堤口社区、程堤口社区、候店社区、黄口社区、张楼社区和郭大千社区。